# Axmor
Axmor är ett fäbodställe i Rönnäs fjärding, Leksands socken, Leksands kommun.
Fäboden omtalas första gången i fäbodinventeringen 1663-64, då det brukades av Olof Ersson i Hjortnäs. Inventeringen upptar även ett "Nårreaxmoor", vilket möjligen syftar på fäboden Brömsbo. På 1820-talet var Axmor ett av de fäbodställen i östra delarna av Leksand som hade största hagmarkarealerna, 80 tunnland. Vid storskiftet fanns 16 delägare från 7 olika byar i fäbodarna. Sista fäbodvistelse skedde 1950, 1970 fanns 8 fäbodstugor i byn. Åtminstone ett fritidshus har senare tillkommit i Axmor.